# Harbiye (Şişli)
Harbiye è una mahalle di Şişli, a Istanbul, in Turchia.

## Etimologia
Il quartiere prende il nome dal Mekteb-i Harbiye (Accademia di guerra ottomana) che è stata ospitata qui per molti anni, anche se con intervalli, nel XIX e XX secolo e i cui edifici continuano a servire come Museo militare d'Istanbul.

## Monumenti e luoghi d'interesse
Tra gli altri importanti edifici situati ad Harbiye ci sono il Lycée Notre Dame de Sion di Istanbul, scuola privata francese situata in un edificio del XIX secolo, mentre la casa della radio d'Istanbul, il teatro Muhsin Ertuğrul di Harbiye, la Sala da Concerti Cemal Reşit Rey, il Centro internazionale per congressi ed esposizioni Lütfi Kırdar, il teatro all'aperto Cemil Topuzlu, gli Hotel Divan Istanbul e Hilton Istanbul Bosphorus sono fra i beni architettonici dell'era repubblicana.

## Galleria d'immagini

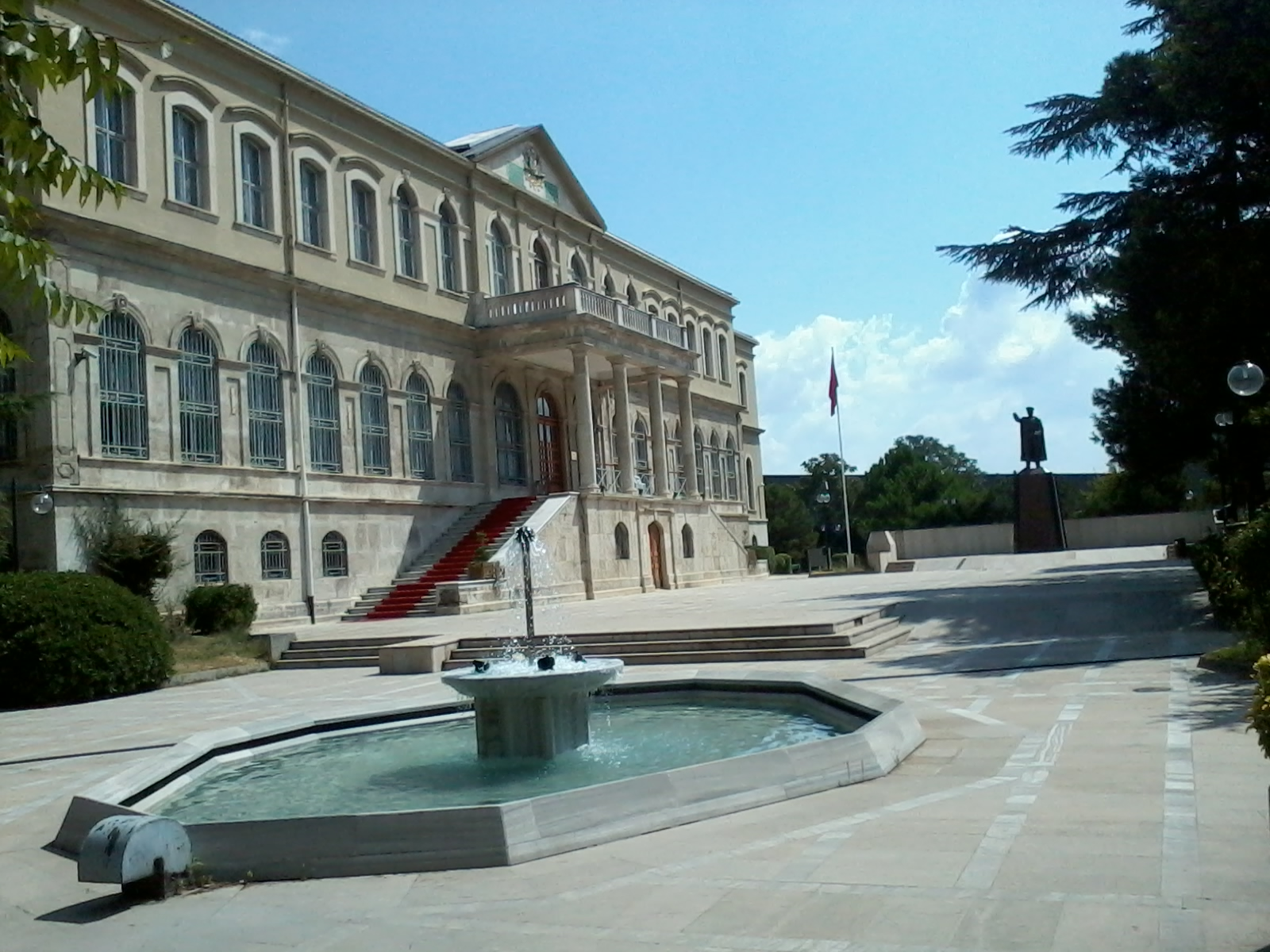
Museo militare d'Istanbul
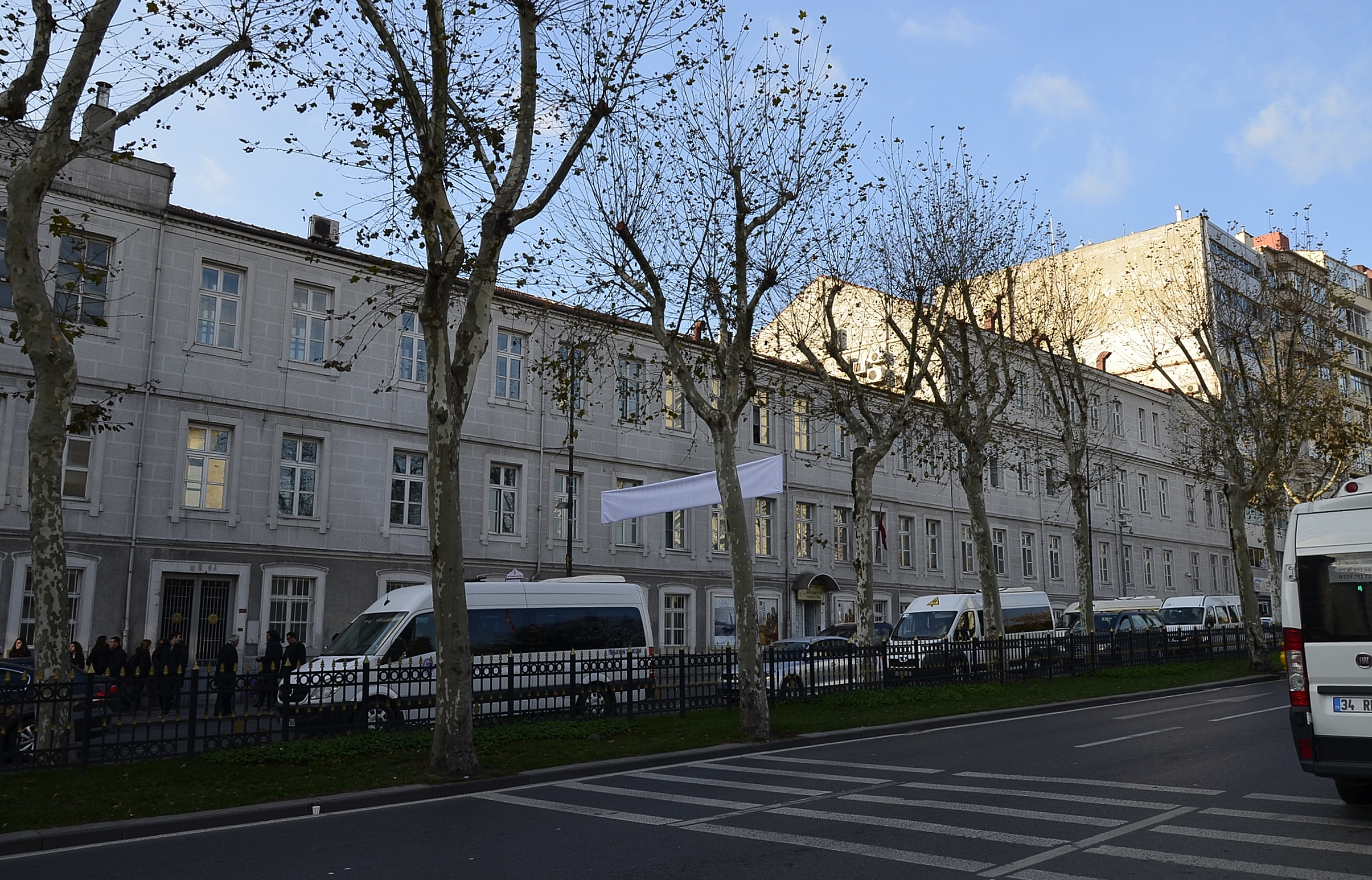
Lycée Notre Dame de Sion a Istanbul
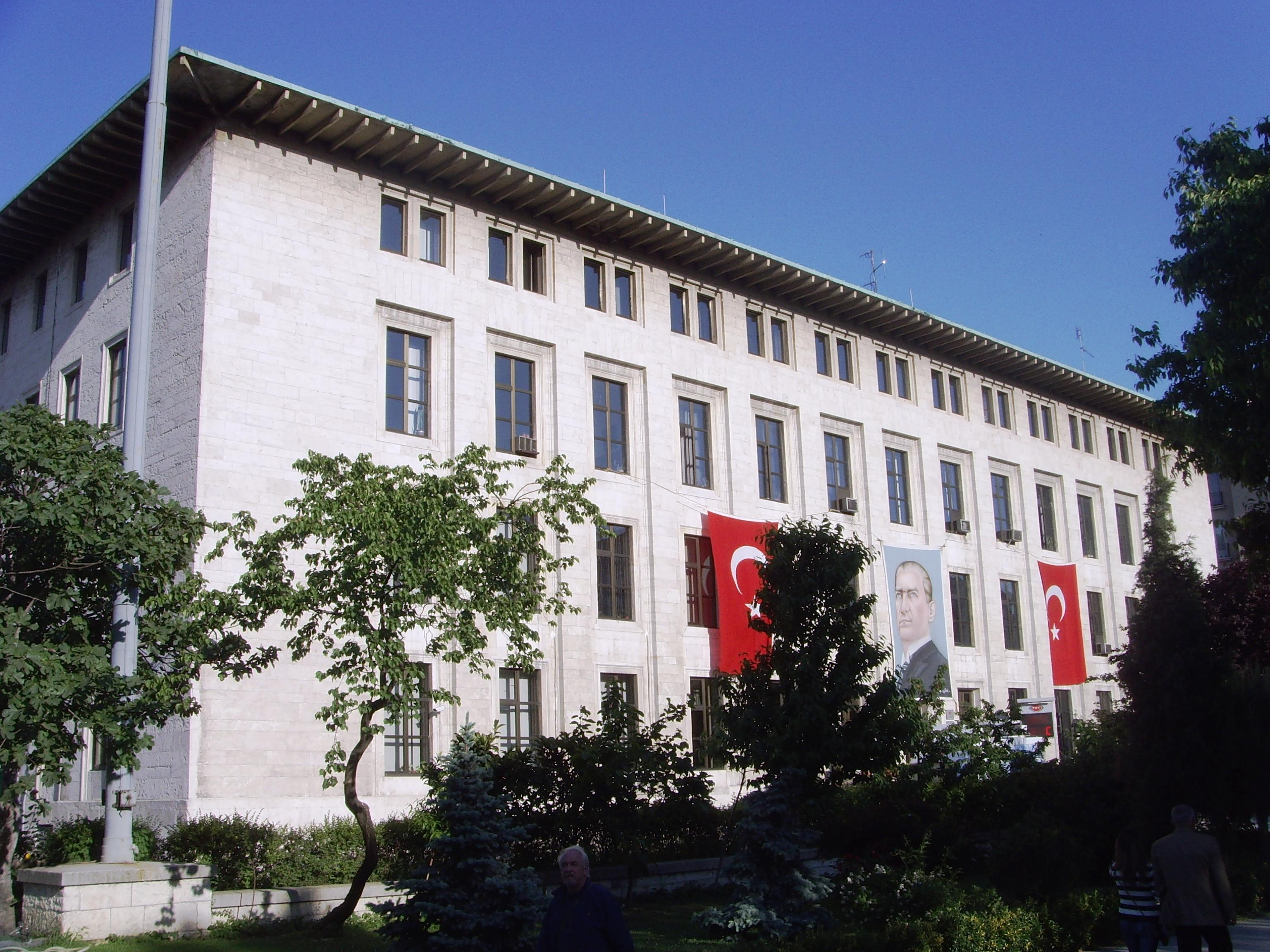
Casa della Radio d'Istanbul
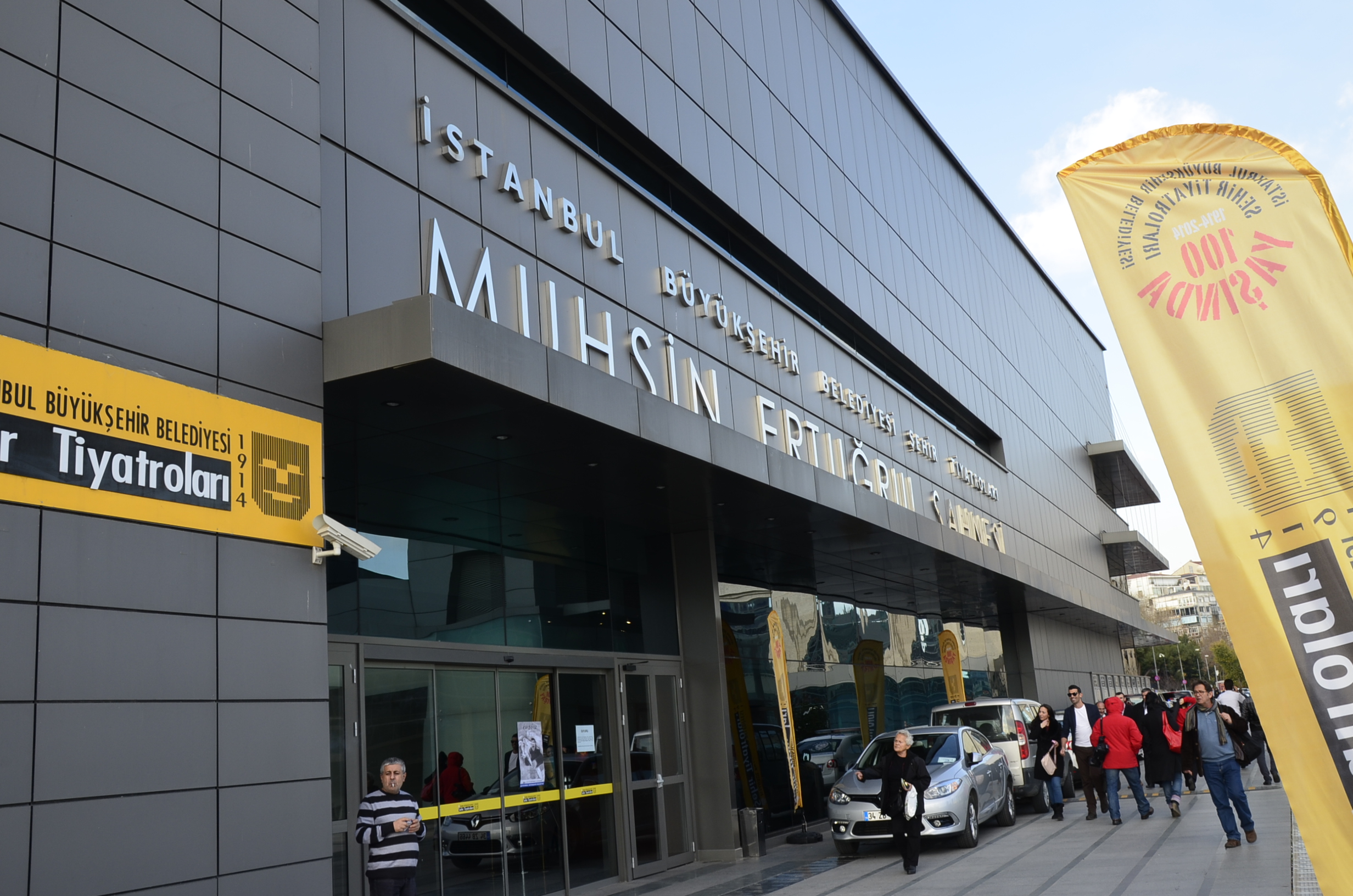
Teatro Muhsin Ertuğrul di Harbiye
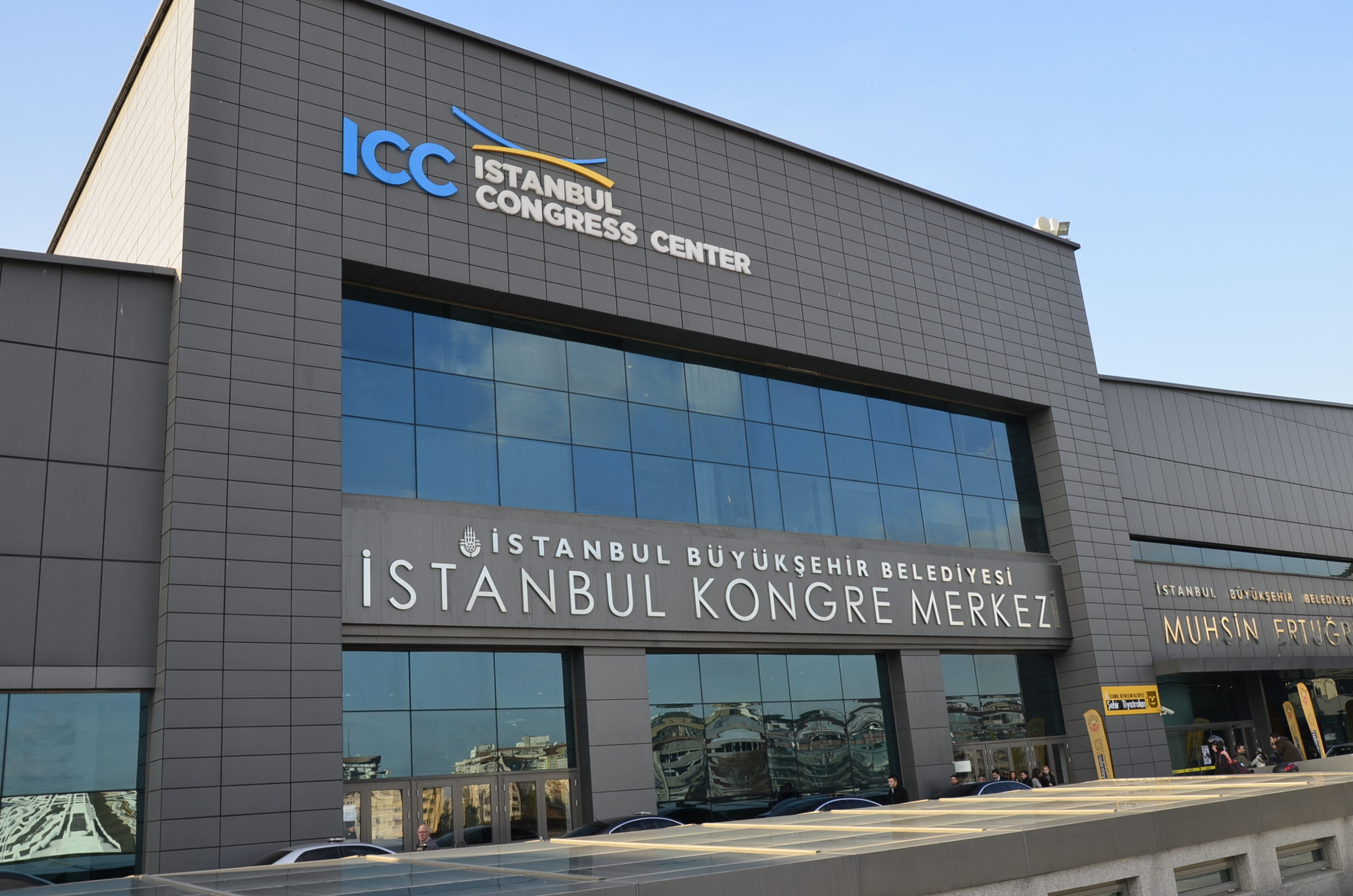
Centro Congressi d'Istanbul
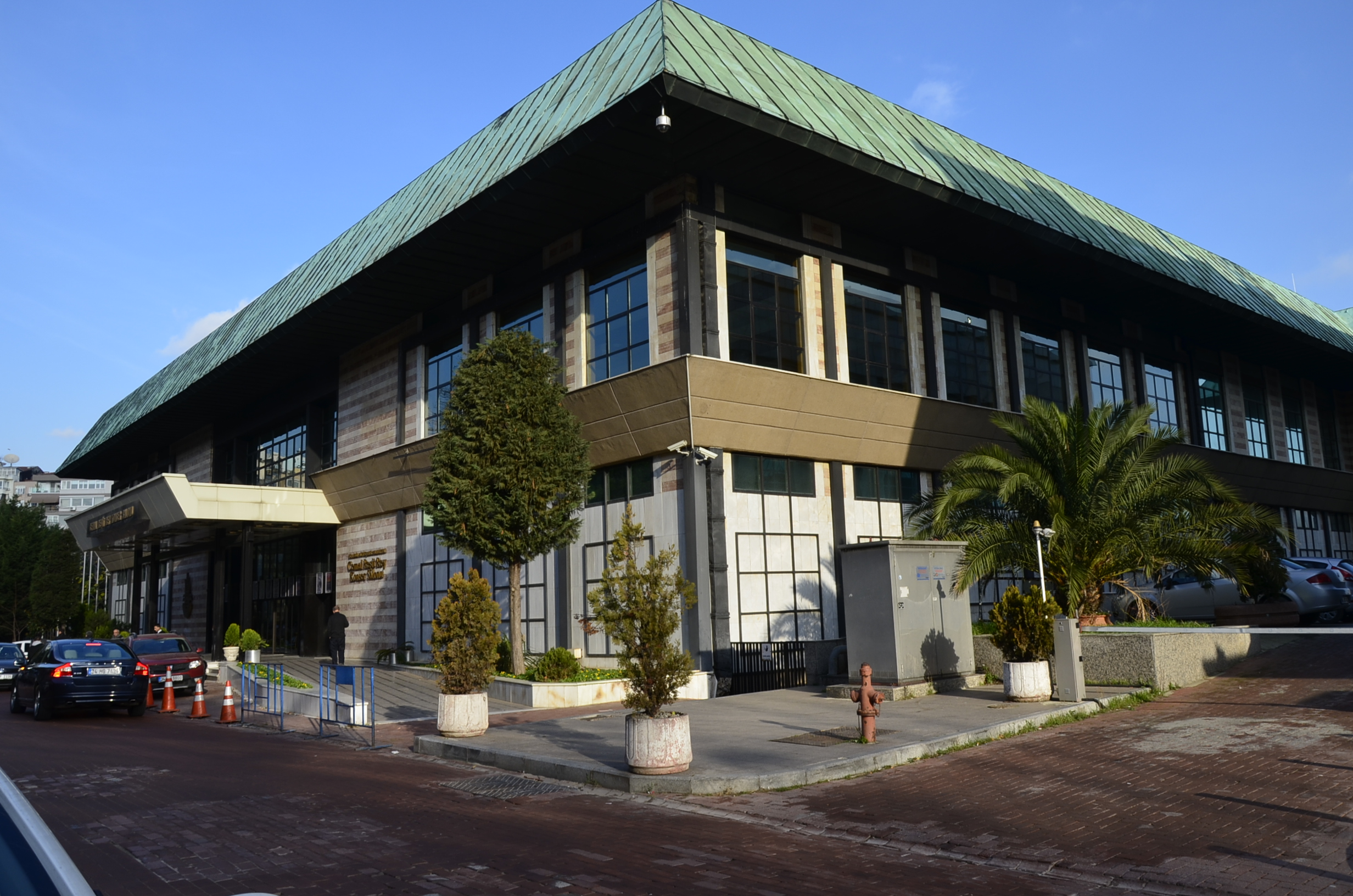
Sala di Concerti Cemal Reşit Rey
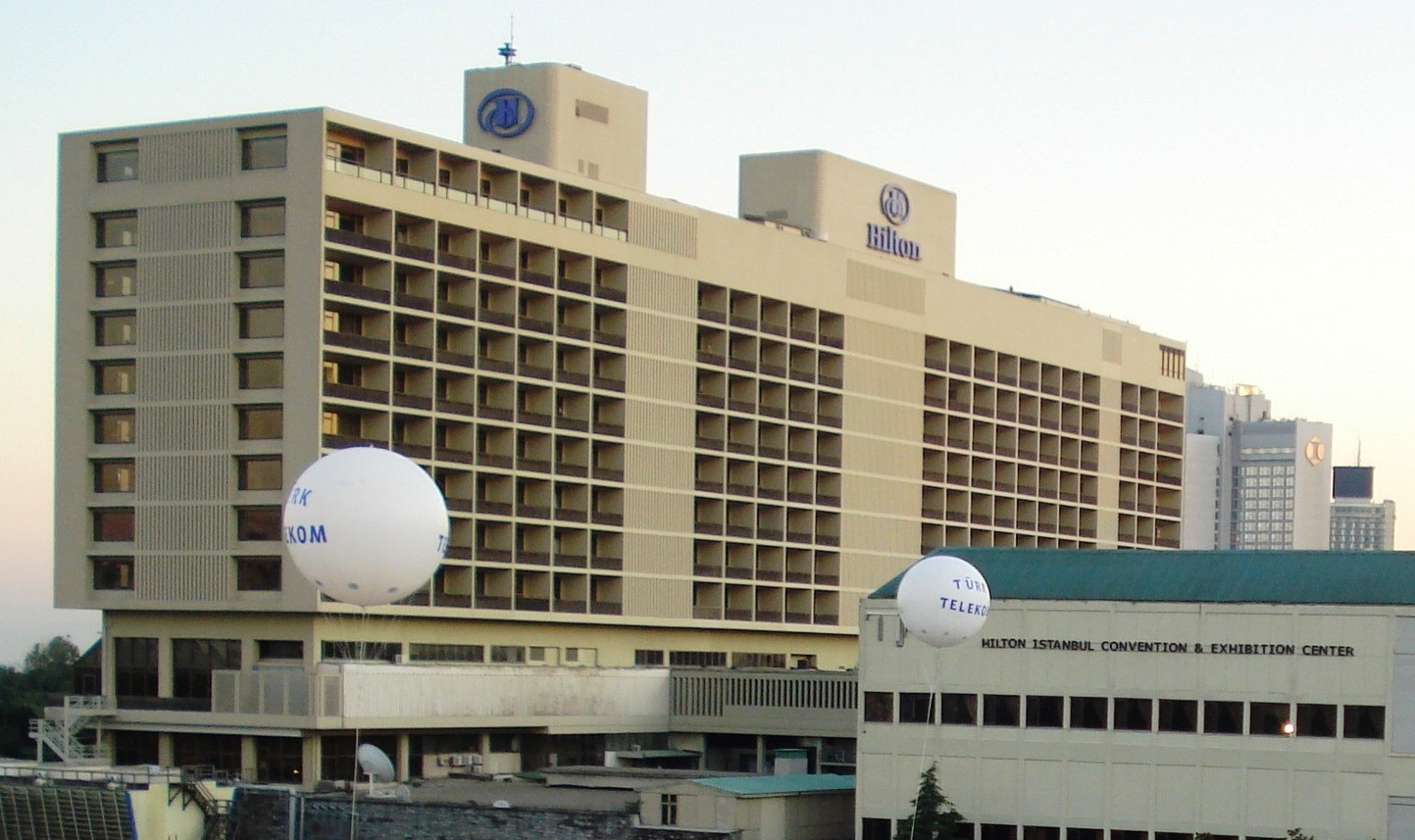
Hotel Hilton Istanbul Bosphorus
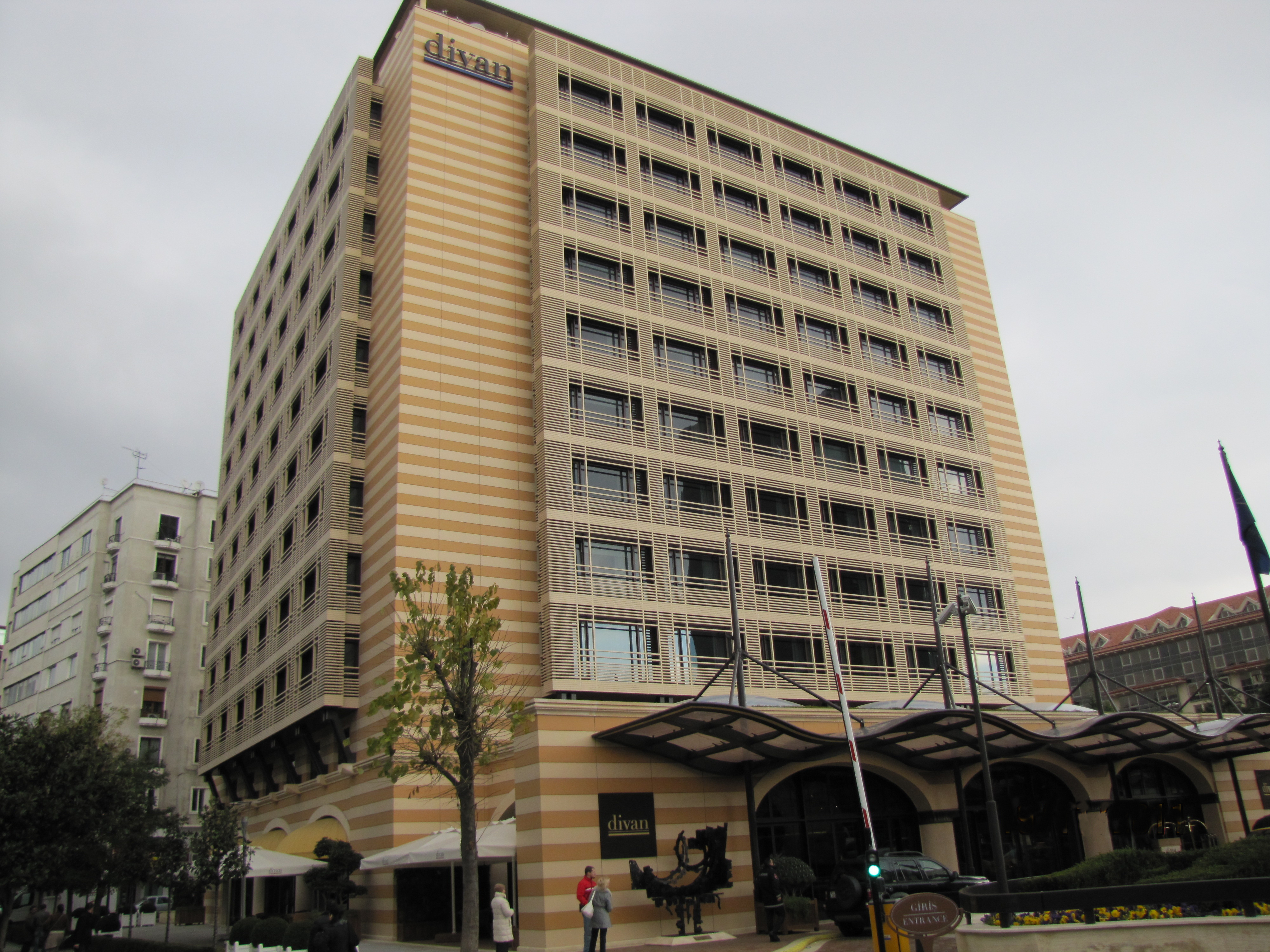
Hotel Divan